# سونر يالتشين
سونر يالتشين (بالتركية: Soner Yalçın)‏ هو مؤلف وصحفي وكاتب تركي، ولد في 1966 في جوروم في تركيا.